# Conmutador (dispositivo)

Símbolo eléctrico. El terminal común puede cambiar entre los terminales L1 y L2.

En una instalación eléctrica, un conmutador es un dispositivo eléctrico o electrónico que permite modificar el camino que deben seguir los electrones. Son típicos los manuales, como los utilizados en las viviendas y en dispositivos eléctricos, y los que poseen algunos componentes eléctricos o electrónicos como el relé. Se asemejan a los interruptores en su forma exterior, pero los conmutadores, una vez que desconectan un circuito, conectan otro inmediatamente. Seguidamente se describen los tipos de conmutadores más usuales.

## Conmutador pasivo
También denominado pasivo porque no necesita de una alimentación propia para funcionar, dado que es un dispositivo puramente mecánico de accionamiento manual. El conmutador simple o de DOS DIRECCIONES permite conmutar un contacto desde un borne fijo a otros dos alternos. Se utilizan de forma individual y en cascada para instalaciones de alcantarillados, bodegas, etc. Y por parejas siempre que haya que activar o desactivar un dispositivo desde dos lugares diferentes, como por ejemplo una lámpara de un pasillo o dormitorio. En las viviendas es típico encontrarlos en los salones, dormitorios o pasillos.